# Bubú rovellat
El bubú rovellat (Laniarius ferrugineus) és un ocell de la família dels malaconòtids (Malaconotidae).

## Hàbitat i distribució
Habita zones amb matolls dens, sovint de ribera, del sud de Moçambic, sud-est de Botswana, sud-est de Zimbabwe i nord-est de Sud-àfrica.